# 青贮机

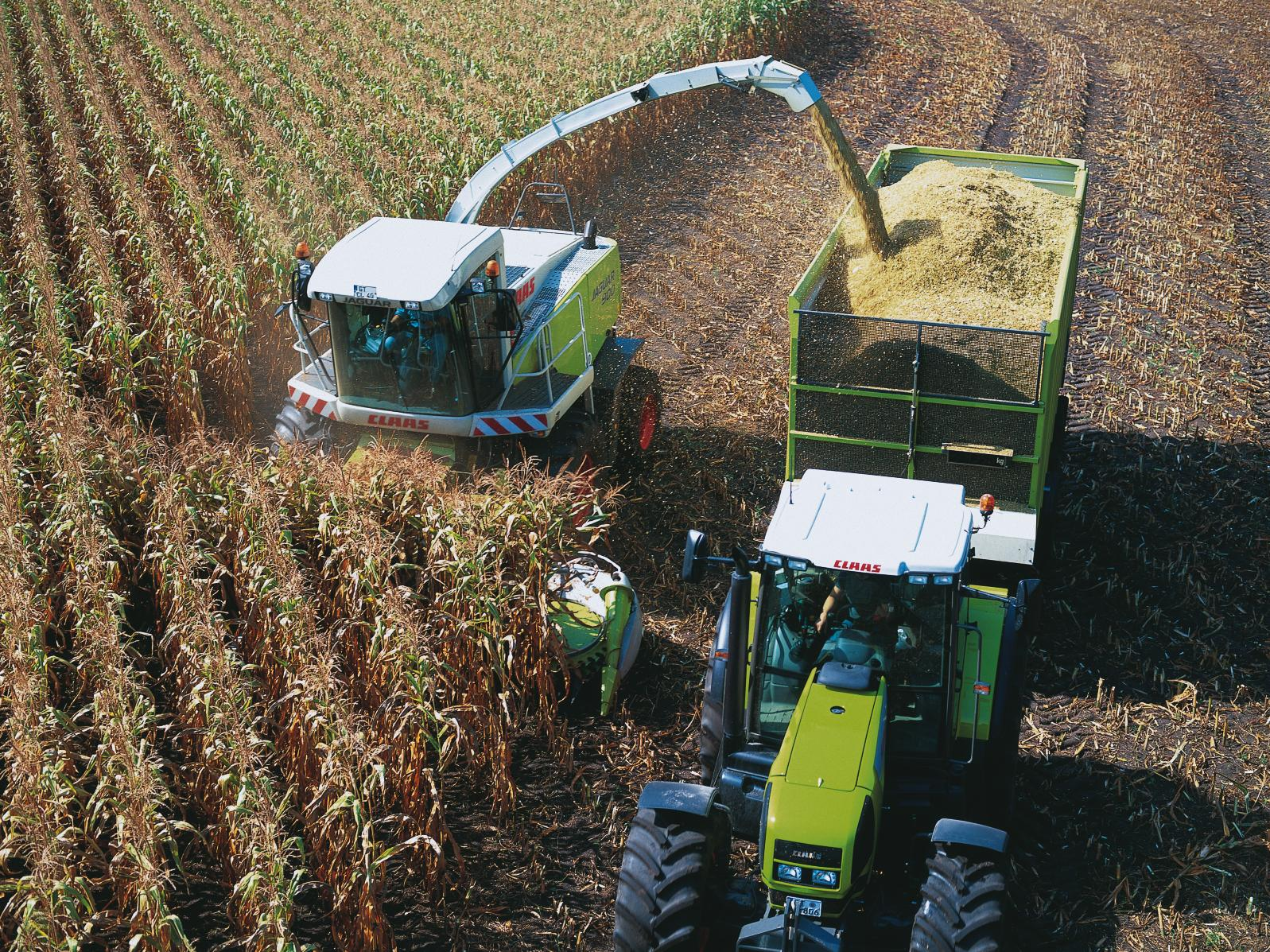
Claas Jaguar 900 青貯收割機正在收割玉米

青贮机（也称青贮收割机或青储机）是一种农具机械。青贮机可以将地里玉米秸秆、小麦秸秆、高粱秸秆或其他草料进行收割、粉碎、破籽、装车。以供进行发酵或其他加工后作为牲畜饲料使用。